# Faluas do Tejo
Faluas do Tejo è l'ottavo album in studio del gruppo Madredeus, pubblicato nel 2005.

## Tracce
1. Lisboa Rainha Do Mar – 5:07
2. Fado das Dúvidas – 4:01
3. Adoro Lisboa – 4:57
4. Névoas da Madrugada – 3:48
5. Faluas Do Tejo – 4:58
6. No Meu Jardim (Sementes À Terra) – 3:17
7. O Cais Distante – 4:29
8. Na Estrada de Santiago – 4:32
9. Lá de Fora – 4:28
10. O Canto da Saudade (Pam) – 3:56

## Formazione
- Teresa Salgueiro - voce
- José Peixoto - chitarra classica
- Pedro Ayres Magalhães - chitarra classica
- Carlos Maria Trindade - sintetizzatore